# منطقة صلاح الدين (طرابلس)
صلاح الدين هي منطقة سكنية تقع جنوب العاصمة طرابلس وتبعد عن مركز العاصمة حوالي 12 كم وتعتبر من ضمن منكقة الهضبة وتحدها شرقًا  السيدرة عين زارة وشمالاً الهضبة الشرقية  وغربا مشروع الهضبة الخضراء وجنوبا  خلة الفرجان 
تتبع من الجهه اليمنى بلديه عين زاره ومن الجهه اليسرى بلديه ابوسليم 
تربط بين طريق المطار ومنطقه المشروع 
ابوسليم ايضا 
- حي الزهور